# Xabier Izko de la Iglesia
Xabier Izko de la Iglesia (Berango, Vizcaya, 7 de junio de 1941) es un ex terrorista español miembro de Euskadi Ta Askatasuna (ETA) desde 1963 hasta 1977.

## Biografía
Hijo de padre navarro y madre zamorana, trabajaba como impresor y estaba casado con Ione Dorronsoro, hermana de Unai Dorronsoro. En 1969 fue herido y detenido por la policía en Pamplona junto con Gregorio López Irasuegui, cuando intentaban liberar a la mujer de este último y también miembro de ETA, Arantxa Arruti, penetrando en la prisión pistola en mano. En 1970 fue condenado a muerte en el Proceso de Burgos al imputársele la autoría material del asesinato del comisario franquista Melitón Manzanas, a pesar de que siempre negó su autoría. Debido a las movilizaciones populares y la presión internacional le fue conmutada por cadena perpetua y trasladado al penal de El Puerto de Santa María. 
En 1977 fue amnistiado por la Ley de Amnistía y extrañado en Oslo, al tiempo que ingresó en el partido Euskal Iraultzarako Alderdia (EIA), que tras su disolución se integraría en Euskadiko Ezkerra (EE) en 1982. Retirado de la política desde 1993 al no aceptar la fusión de EE con el Partido Socialista de Euskadi (PSE-PSOE), renegó públicamente de su pasado en ETA junto con Teo Uriarte, Mario Onaindia, Unai Dorronsoro y Xabier Larena.